# Пучковое оружие
Пучковое оружие — разновидность космического оружия, основанная на формировании пучка частиц (электронов, протонов, ионов или нейтральных атомов), ускоренных до околосветовых скоростей, и использовании запасённой в них кинетической энергии для поражения вражеских объектов. Наряду с лазерным и кинетическим оружием пучковое оружие разрабатывалось в рамках СОИ как перспективный вид принципиально нового оружия.

## Используемая физика
Пучковое оружие имеет три поражающих фактора:
- механическое разрушение,
- направленное рентгеновское и гамма-излучение,
- электромагнитный импульс.

## Сфера применения
Сфера возможного применения: уничтожение баллистических ракет, космических и аэрокосмических кораблей. Преимуществом пучкового оружия является быстродействие, обусловленное перемещением пучка частиц с околосветовой скоростью. Недостаток пучкового оружия при действии в атмосферах планет есть потеря скорости и, следовательно, энергии элементарных частиц вследствие торможения в результате взаимодействия с атомами газов. Как следствие в планетарной атмосфере радиус действия пучкового оружия получится не более десятков километров. Выход из данной проблемы специалисты видят в создании в атмосфере канала разреженного воздуха, внутри которого пучки частиц могут перемещаться без потери скорости и, следовательно, энергии.
Помимо использования в качестве ударного вооружения в космической войне пучковое оружие предполагалось использовать и для борьбы с противокорабельными ракетами (в том числе в космической войне).
Существует проект «ионного» пистолета Ion Ray Gun, работающего от 8 пальчиковых батареек, наносящий урон на дистанции до 7 метров.
Технологии ионной пушки могут использоваться также в невоенных целях для ионно-лучевой обработки поверхностей трековых мембран.

## История разработки

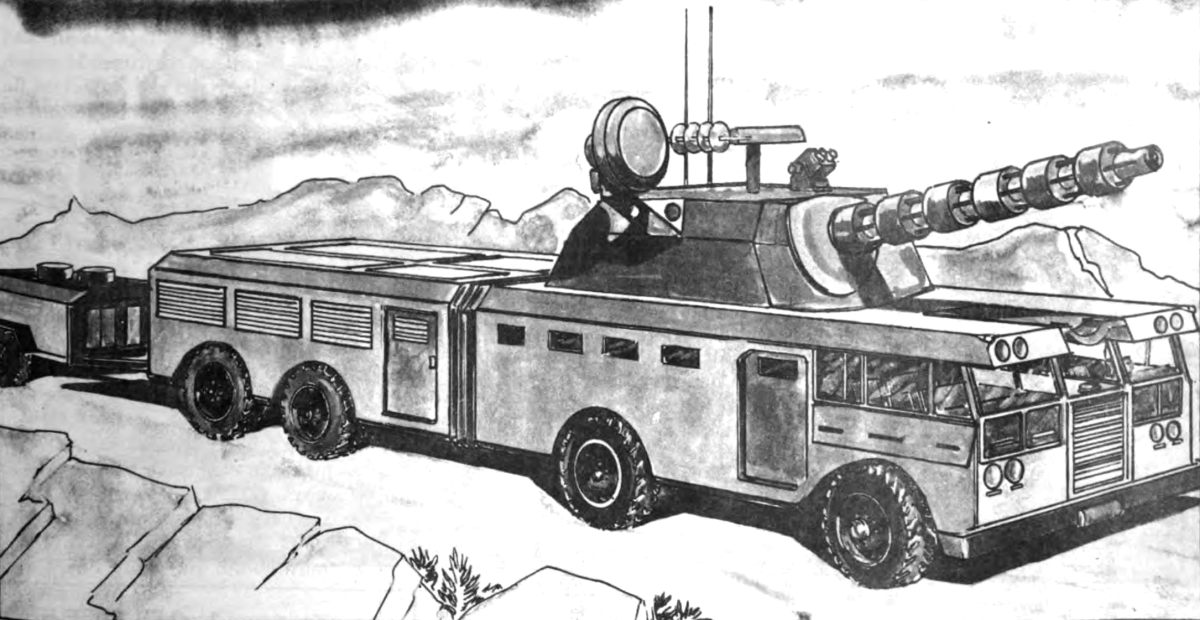
Проект самоходной боевой установки противовоздушной и противоракетной обороны

Фундаментальные исследования и научно-исследовательские работы с лабораторными экспериментами по изучению поражающих свойств пучка нейтральных частиц стартовали в США ещё в 1970-е годы, главным образом не для скорейшей постановки вооружения такого рода в строй (в управлении разработки систем противоракетной обороны никто всерьёз не верил, что нечто сколь-нибудь эффективное в этом плане может быть создано вообще и до конца XX столетия в частности), а чтобы не отставать от вероятного противника, из опасения того, что Советский Союз опережает их конкретно в этой сфере, так как по данным американской военно-технической разведки, советские эксперименты над пучковым оружием были начаты раньше американских, самые ранние из них по крайней мере уже в 1950-е годы. Собственно, американские опыты в этой сфере основывались на технических данных, добытых разведкой у советской стороны.
Работы по применению пучка нейтральных частиц в качестве поражающего элемента велись по двум основным направлениям исследований для конкретных видов вооружённых сил, оба направления исследований находились под общим научным руководством Управления перспективных разработок Министерства обороны США (ДАРПА), работу по созданию наземных установок курировала и финансировала Армия США, в работе по второму направлению в качестве курирующей инстанции и основной заинтересованной структуры принимали участие ВВС США, а конкретно:
1. Армия США: боевых установок наземного базирования для целей противовоздушной и противоракетной обороны для поражения пучком заряжённых частиц (CPB) средств воздушного нападения в пределах земной атмосферы в условиях безоблачной погоды. Для этих целей на территории испытательного полигона при Ливерморской национальной лаборатории был сооружён опытный ускоритель заряжённых частиц (ATA).
2. ВВС: боевых установок космического базирования с космическим аппаратом типа «шаттла» в качестве средства-носителя для воздушно-космической обороны Североамериканского континента и поражения пучком нейтральных частиц (NPB) целей на околоземной орбите; опытный ускоритель нейтральных частиц (NPBA) предполагалось вывести на орбиту, где и испытать по одному из искусственных спутников, подлежащих списанию, срок эксплуатации которого вышел.

В рамках программы Стратегической оборонной инициативы в июне 1986 года ВВС США заключили два контракта на сумму $17,9 млн каждый с компаниями McDonnell Douglas Astronautics Co. (Хантингтон-Бич) и Lockheed Missiles and Space Co. (Саннивейл) на создание экспериментальных боевых установок космического базирования с мощным ускорителем нейтральных частиц (NPBA) для испытаний на околоземной орбите. Предварительно был проведен ряд НИОКР в Ливерморской Лос-Аламосской национальной лаборатории, которые подтвердили принципиальную возможность применения NPB-технологий и лазеров на свободных электронах в военных целях. McDonnell вела работы над NPBA совместно с компаниями TRW (Редондо-Бич) и Boeing (Сиэтл). Общее руководство программой работ осуществлял Центр космических технологий ВВС США в Киртланде, Нью-Мексико.
Однако, через пять лет после начала стадии создания компаниями американской военной промышленности опытных прототипов систем орбитального пучкового оружия Советский Союз прекратил своё существование и в дальнейшем финансировании программы отпала надобность, в связи с чем, работы были приостановлены.

## Оценки возможности создания и применения
Согласно оценкам Комитета советских учёных в защиту мира, против ядерной угрозы (1986), наилучшие перспективы разработки и применения имело пучковое оружие с атомарным нейтральным водородом в качестве «бластерного газа» то есть рабочего вещества, где вначале формируется и ускоряется пучок отрицательных ионов водорода с двумя электронами, а затем при прохождении его через специальную газовую мишень в процессе перезарядки с эффективностью, близкой к 100 %, ионы теряют лишние электроны и становятся нейтральными атомами, движущимися с околосветовыми скоростями. Оптимум энергии частицы определяется из требования выделения всей или практически всей кинетической энергии пучка в поражаемой мишени, что для типичных параметров боеголовок ракет даёт энергию частиц порядка 300 МэВ. При этом боевая дальность применения этого оружия ограничивается расходимостями пучка из-за его эмиттанса и передачи импульса ионам в процессе перезарядки, и для оптимальных энергий частиц и реалистичных на то время токов источников ионов составляла десятки—сотни километров при пятне на цели диаметром порядка метра и мощности пучка порядка единиц гигаватт. Использование пучков заряженных частиц увеличивает расходимость испускаемого пучка из-за их электростатического взаимного отталкивания, а также влияния магнитных полей планет (например Земли) и космического пространства, а пучков с объёмно скомпенсированным зарядом — из-за плазменных неустойчивостей. Кроме того, атомарные пучки таких энергий легко теряют электроны при взаимодействии с любым веществом, включая газы атмосферы, что например в условиях Земли даёт нижнее ограничение высоты боевого применения такого оружия в 200—250 км. В связи с этим защитой от подобного оружия может служить газовый или электромагнитно-плазменный экран перед мишенью. Областями применения пучкового оружия были названы уничтожение боеголовок ракет на баллистическом участке их траектории и противодействие кинетическому оружию в ближнем бою.

## Прототипы
В рамках программы СОИ американские разработчики сконструировали прототип пучкового оружия с описанным выше пучком нейтральных атомов водорода. Технология ускорителя и нейтрализатора была разработана в Лос-Аламосской национальной лаборатории. Прототип был запущен на околоземную орбиту с Ракетного полигона Уайт-Сандс в рамках проекта «Пучковые эксперименты на ракетах» (англ. Beam Experiments Aboard Rocket — BEAR) в июле 1989 года. Спутник отработал на орбите и далее благополучно приземлился. В 2006 году он был передан Лабораторией в Национальный музей авиации и космонавтики в Вашингтоне.

## Пучковое оружие в культуре

### В фантастике
Герой романа 1908 года «В погоне за метеором» изобретает установку, с помощью которой подвергает бомбардировке атомами упавший метеорит и сталкивает его в море (глава XIX, написанная Мишелем Верном).
В вымышленных вселенной «Звёздных войн» активно используются планетарные ионные пушки — оружие наземного или корабельного базирования, способное поражать вражеские корабли на низких орбитах. Применение планетарной ионной пушки не наносит физического ущерба кораблю, а выводит из строя его электронику. Её недостатком является маленький сектор обстрела, позволяющий защищать территории площадью всего в несколько квадратных километров. Поэтому данный вид оружия используют только для прикрытия отдельных стратегических объектов, а для полноценной обороны планеты используют систему огневых точек и щитов.

### В компьютерных играх
Ионная пушка характерна для компьютерных игр в жанре глобальных стратегий: серия Command & Conquer (орбитального базирования), Crimsonland (ручной вариант), Master of Orion, Ogame (не ручной вариант), «Вселенная X» от Egosoft, линейка StarWars от Bioware Corporation, Petroglyph Games (развившая идею до ионной гаубицы) и другие. Ионная пушка в указанных компьютерных играх предстает в разных обличьях: от ручного оружия до орбитального аппарата. Например в Command & Conquer выпускаемый с орбитальной станции мощный ионный луч уничтожал цели на поверхности Земли. Из-за огромных размеров существовала только одна ионная пушка, к тому же имевшая большое время перезарядки. Являлась стратегическим оружием GDI (Global Defense Initiative). Применение ионной пушки вызывало ионные штормы в атмосфере с нарушением связи и повышением уровня озона. Однако на самом деле ионная пушка способна пробить только достаточно разреженную планетарную атмосферу, тогда как плотную планетарную атмосферу, как например атмосферу Земли, пробить уже неспособна и, следовательно, неспособна поразить цели на поверхности Земли (проведённые в 1994 году в США эксперименты определили дальность действия пучкового оружия в условиях атмосферы всего в несколько километров). А в OGame ионное орудие входит в состав планетарной обороны. Оно имеет преимущество в виде мощного силового щита, недостаток в виде высокой стоимости и по боевым параметрам уступает линкору.